# Macrodontophion
Macrodontophion (nghĩa là "rắn răng dài") là một chi động vật bò sát bị nghi ngờ sống vào thời kỳ Jura muộn.